# Barregas
Barregas es una localidad del municipio de Carrascal de Barregas, en la comarca del Campo de Salamanca, provincia de Salamanca, España.

## Historia
La fundación de Barregas se remonta a la Edad Media, obedeciendo a las repoblaciones efectuadas por los reyes leoneses en la Alta Edad Media, que lo ubicaron en el cuarto de Baños de la jurisdicción de Salamanca, dentro del Reino de León, denominándose ya en el siglo XIII Barregas.
Con la creación de las actuales provincias en 1833, Barregas, perteneciendo ya a Carrascal de Barregas, quedó encuadrado en la provincia de Salamanca, dentro de la Región Leonesa.

## Demografía
En 2017 Barregas contaba con una población de 22 habitantes, de los cuales 14 eran varones y 8 mujeres (INE 2017).
| Gráfica de evolución demográfica de Barregas entre 2000 y 2017 |
|                                                                |
| Población según los censos de población del INE.               |